# William Isaac Palmer
William Isaac Palmer (Long Sutton, 1824 – Reading, 1893) è stato un imprenditore e filantropo inglese.
Fu socio del biscottificio Huntley & Palmers di Reading, in Inghilterra, assieme al fratello George.

## Biografia
Palmer nacque a Long Sutton, nel Somerset, figlio secondogenito di William Palmer e di sua moglie, Mary, figlia di William Isaac di Sturminster Newton, nel Dorset. Entrambi erano di famiglia quacchera. Quando suo fratello George si associò a Thomas Huntley e poi ne rilevò il biscottificio nel 1857, William ne divenne socio.
Nel 1875 William Isaac Palmer si impegnò per fondare la Free Library di Reading, su West Street, antesignana della moderna Reading Public Library.
Nel 1876, William Isaac acquistò Hoxton Hall, a Hoxton, Hackney (una ex music hall) per conto della "Blue Ribbon Gospel Temperance Mission". Palmer spese buona parte dei propri averi in opere di carità, tanto che alla sua morte i suoi eredi furono costretti a vendere gran parte dei suoi beni per far fronte agli impegni caritatevoli presi.